# Chiddingfold

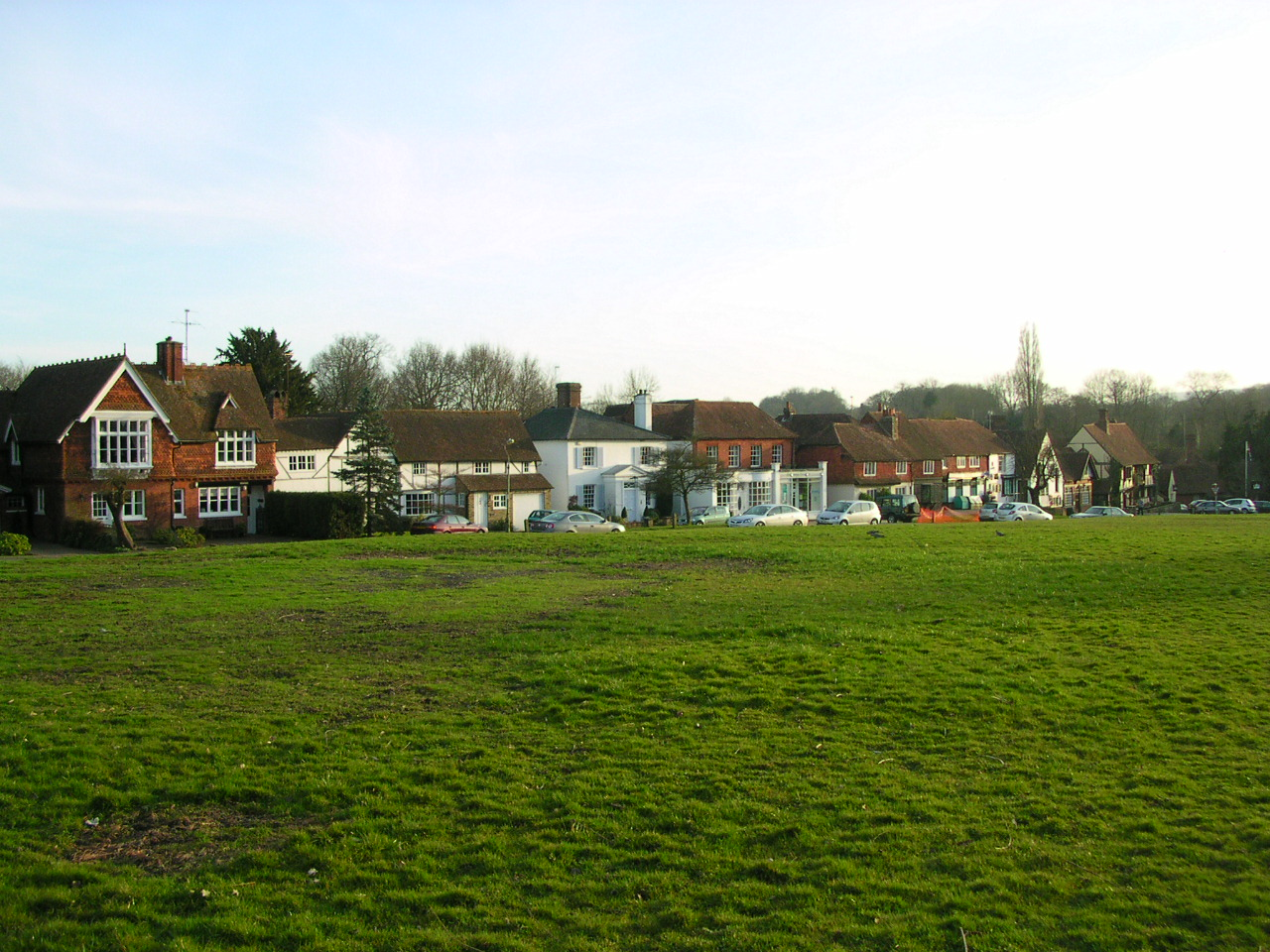
Blick auf die Gemeinde

Chiddingfold ist eine Gemeinde in Weald, Waverley im Bezirk von Surrey.

## Informationen
Die englische Gemeinde liegt zwischen Milford und Petworth und inkludiert die Dorfbereiche Ansteadbrook, High Street Green und Combe Common. Der Dorfwald gehört zur Site of Special Scientific Interest (SSSI) und verbindet Chiddingfold mit der naturwissenschaftlichen Kultur. Der Ex-Servicemen’s Club ist das musikalische Standbein der Gemeinde. Die römisch-katholische Kirche St Teresa of Avila Church existiert seit 1959 in der Gemeinschaft. Der Künstler François Lanzi lebte in Chiddingfold von 1971 bis zu seinem Tod im Jahr 1988. Viva Seton Montgomerie lebte bis 1959 in der Gemeinde.
Laut der Statistik von 2011 beträgt das Areal der Gemeinde 28,18 Quadratkilometer. Es leben 2960 Menschen in der gesamten Gemeinde.

### Ex-Servicemen’s Club
Die Gaststätte befindet sich auf der Woodside Road in Chiddingfold. Die Wirtschaft besteht seit dem frühen 20. Jahrhundert und zeichnete sich besonders in den 1960er bis 1990er Jahren als Bühne für später populäre Musiker aus. So trat der Britische Weltstar Eric Clapton in seiner Jugend regelmäßig in der Kneipe auf, um sich einen Namen zu machen. Nach seinen Auftritten erlangte er mit den Yardbirds internationalen Erfolg. Am 23. Dezember 1989 trat Clapton noch einmal im Verlauf seiner Journeyman World Tour in dem Club gemeinsam mit internationalen Größen wie Andy Fairweather Low, Gary Brooker, Dave Bronze, Henry Spinetti und Frank Mead auf. Ebenso probte die Band Genesis in der Bar. Heute besteht die Bar weiterhin unter dem Namen „The Villagers“ und hält an ihrer Tradition von Kneipen-Atmosphäre und Musik fest.